# Faustverleihung 2014
Die neunte Verleihung des Deutschen Theaterpreises Der Faust fand am 8. November 2014 in der Hamburgischen Staatsoper in Anwesenheit des Ersten Bürgermeisters der Freien und Hansestadt Hamburg Olaf Scholz statt. Der Preis wird in Kooperation mit der Kulturstiftung der Länder, der Deutschen Akademie der Darstellenden Künste und einem jährlich wechselnden Bundesland vergeben. Finanziert wurde die Veranstaltung von der Freien und Hansestadt Hamburg (Kulturbehörde), der Kulturstiftung der Länder und dem Deutschen Bühnenverein. Der Schauspieler Ulrich Matthes moderierte die Preisverleihung.

## Kategorien
- Beste Regie im Schauspiel: Johan Simons, „Dantons Tod“, Münchner Kammerspiele
- Beste darstellerische Leistung im Schauspiel: Dagmar Manzel, Sie in „Gift“, Deutsches Theater Berlin
- Beste Regie im Musiktheater: Sandra Leupold, „Don Carlo“, Theater Lübeck
- Beste Sängerdarstellerleistung im Musiktheater: Evelyn Herlitzius, Elektra in „Elektra“, Sächsische Staatsoper Dresden
- Beste Choreographie: Christoph Winkler, „Das wahre Gesicht - Dance is not enough“, Ballhaus Ost Berlin
- Beste darstellerische Leistung im Tanz: Bruna Andrade in „Der Fall M.“ und „Spiegelgleichnis“ im Rahmen des Ballettabends „Mythos“, Staatsballett Karlsruhe
- Beste Regie Kinder- und Jugendtheater: Andrea Gronemeyer, „Tanz Trommel“, Schnawwl / Kevin O’Day Ballett – Nationaltheater Mannheim
- Beste Ausstattung Kostüm/Bühne: Aleksandar Denić, „Der Ring des Nibelungen“, Bayreuther Festspiele
- Lebenswerk:  Bühnenverlegerin Maria Müller-Sommer
- Preis des Präsidenten: Institut für Theaterwissenschaft in Leipzig